# جيه دي.كوم
موقع جيه دي أو سوق جينغدونغ (بالصينية: 京東商城، وبنظام بينيين: Jīngdōng Shāngchéng) والمعروف سابقاً بـ 360buy، هي شركة تجارية إلكتونية صينية يقع مقرها في بكين بالصين، هي واحدة من أكبر تُجَّار التجزئة B2C على الإنترنت من حيث حجم المعاملات، وهذا الموقع يوجد في قائمة فورتون 500 العالمية، وهو المنافس الرئيسي لموقع تيمول في مجموعة علي بابا، وتستخدم الموقع الإنجليزي جويبوي (بالإنجليزية: Joyboy) التي تتبع هذا الموقع؛ للشحن في جميع أنحاء العالم حيث تم إطلاقها في 18 أكتوبر من عام 2012.
تأسست الشركة في شهر يوليو من عام 1998 من قبل ليو تشيانجدونج والذي كان يدعى أيضاً «ريتشارد»، كما أنه تم منصة تجَّار التجزئة B2C على الإنترنت عام 2004، كما أنها بدأت متجر الضوئية الممغنطة على الإنترنت، وسرعان ما تنوعت في بيع الالكترونيات والهواتف المحمولة وأجهزة الكمبيوتر إلخ، تم تغيير مسمى سوق جينغدونغ إلى 360buy، في شهر يونيو من عام 2007، ثم إلى جيه دي.كوم في شهر مارس من عام 2013، وفي الوقت نفسه أعلنت الموقع عن شعارها الجديد

## تأريخها
- يونيو 1998 - تم تأسيس الشركة باسم جينغدونغ القرن تجارة المحدودة وبدأت في بيع الممنغطة الضوئية في بكين بالصين
- يناير 2004 - إعلان موقع شركة تُجَّار التجزئة B2C على الإنترنت على موقع jdlaser.com
- يناير 2006 - تأسيس شركة تابعة لها في شنغهاي
- يناير 2007 - تأسيس شركة تابعة لها في قوانغتشو
- يونيو 2007 - بدأت في استخدام اسم النطاق 360buy.com، وتم تغيير اسم الشركة إلى سوق جينغدونغ.
- ديسمبر 2010 - موقع 360buy.com تبدأ في بيع الكتب على الإنترنت. حيث أضيفت أقراص مدمجة وأقراص فيديو رقمية والكتب في الأشهر التالية.
- أبريل 2011 - منصة الموقع 360buy.com تطلق اسمه "POP" لأصحاب العلامات التجارية.
- أكتوبر 2012 - الموقع الإنجليزي لـ 360buy.com يتم إطلاقها للسوق الدولية
- مارس 2013 - تم تغيير اسم نطاق الشركة إلى JD.com.
- مارس 2014 - تينسنت تستحوذ على 15٪ في الموقع JD.com والتي تدفع نقداً وتتسلم أعمال التجارة الإلكترونية في موقع كيو كيو وانغو وموقع باي باي، وحصة في يكسون إلى JD.com، من أجل بناء منافس أقوى لمجموعة علي بابا القابضة المحدودة.
- أبريل 2014 - الفرعية في دعوى ضد الموقع JD.com قبلته المحكمة
- يونيو 2015 - إطلاق موقع JD.com يهدف موقع روسي لتوسيع نطاق أعمالها إلى العالمية.
- يونيو 2016 - شركة وول مارت تبيع أعمال التجارة الإلكترونية الصينية لـ JD.com في مقابل الحصول على حصة 5٪ بقيمة 1.5 مليار دولار أمريكي.

## الإنجازات والجوائز
- في ديسمبر 2008، كان الموقع 360buy «الشركة الأكثر جدير بالثقة» خلال اختيار شركات التجارة الإلكترونية جديرة بالثقة بكين في عام 2008 التي استضافتها التجارة الإلكترونية رابطة الصين.
- في مايو 2010، كان الموقع 360buy واحدة من «العشرة الأكثر تزايداً ومبتكرة شركات التجارة الإلكترونية في الصين» في المنتدى الرابع لإيبك في العمل التجاري التحالفي الذي استضافته وزارة التجارة
- في أغسطس 2011، أدرج الموقع 360buy على «قائمة نموذج التجارة الإلكترونية للشركات» من قبل وزارة التجارة
- في سبتمبر 2011، كان الموقع 360buy «صاحب العمل الأمثل من عام 2011: الشركة الأنسب للعمل معها في الصين» من قبل مجلة فورتون (الطبعة الصينية)
- في ديسمبر 2011، كان مؤسس الموقع 360buy والرئيس التنفيذي للشركة ليو غيانغدونغ «الشخص الاقتصادي للدوائر التلفزيونية المغلقة لهذا العام في الصين» لعام 2011

## وصلات خارجية
- موقع جيه دي على موقع Google Play (الإنجليزية)
- قالب:الموقع (بالصينية)
- JD.com الموقع الإنجليزي
- JD.com الموقع الروسي نسخة محفوظة 6 يناير 2019 على موقع واي باك مشين.